# 朱厚煜
趙康王朱厚煜（1498年—1560年），明朝第二次封的第六代趙王，莊王朱祐棌的嫡长子。著有《居敬堂集》二十卷。

## 生平
朱厚煜在正德十六年（1521年）襲封趙王。
他個性溫和敦厚，好讀書且禮賢下士，侍奉祖母楊氏至孝，素有名聲。他晚年遠離妻妾、獨居思訓樓，入夜後僅有一名童僕服侍。某晚童僕起床，卻驚見趙王於床邊上吊，趕緊叫喚王妃張氏、第四子成臯王朱載垸過來，但厚煜氣絕已久，竟不知是何時去世的。其生平並無過失，但為人優柔寡斷，在亡故的前幾日，有侍從看到趙王喃喃自語、似乎有所怨恨。有傳聞說是因為張妃和四子朱載垸私通的緣故，而王府的長史等人怕受牽連，遂將過錯推給通判田時雨，說田因為宗室諸人犯法卻被趙王包庇，他為此與趙王發生衝突，導致厚煜憤怒而自縊，因此降旨把田押到彰德王府裏斬首。當時厚煜的長子及長孫皆已去世，僅剩曾孫尚健在，長孫的夫人遂上奏讓四子成臯王朱載垸署理趙王府事務。使人更加懷疑，趙王真是因為張妃跟朱載垸之事，因此羞憤自盡。
嘉靖十八年（1539年），刊行明世宗著《御著大狩龍飛錄》一卷。
在位三十九年，於嘉靖三十九年（1560年）朱厚煜去世，諡號康，長子獲嘉昭定王朱載培及長孫世孫朱翊錙早卒，五年後其曾孫朱常清嗣位。
| 大明封国国王        | 大明封国国王              | 大明封国国王             |
| ------------------- | ------------------------- | ------------------------ |
| 前任： 父莊王朱祐棌 | 明趙國國王 1521年－1560年 | 繼任： 曾孫穆王朱常清    |
| 前任： 父莊王朱祐棌 | 明趙國國王 1521年－1560年 | 繼任： 子朱載垸 趙府宗理 |